# 小行星2412
小行星2412（2412 Wil）是一颗围绕太阳公转的小行星。1960年10月17日，C. J. 万·豪敦、I. 万·豪敦-格勒内费尔德、T. 赫雷爾斯在帕洛马山发现了此天体。
該小行星以荷蘭天文學家亨德里克·C·范德胡斯特的妻子威爾·范德胡斯特（Wil van de Hulst）命名。
这颗小行星的绝对星等为342.39786等。